# Ибн Кутайба
Абу Мухаммед Абдаллах ибн Муслим ибн Кутайба ал-Куфи ал-Марвази ал-Динавари, известен като Ибн Кутайба (на арабски: ابن قتيبة, роден около 828, починал на 13 ноември 889), е ислямски учен от персийски произход. Той е бил съдия по време на Абасидския халифат, но е най-известен с приноса си към арабската литература. Той е теолог от течението „Атари“ и енциклопедист. Писал е по различни теми, като тълкувание на Корана, хадиси, теология, философия, право и юриспруденция, граматика, филология, история, астрономия, земеделие и ботаника.
Роден в Куфа в днешен Ирак. Той е от персийски произход, като баща му е от Мерв, Хорасан. След като изучава традиции и филология, става кадия в Динавар по време на управлението на Ал-Мутавакил, а след това учител в Багдад, където е измъчван и убит. Той е първият представител на школата на багдадските филолози, която наследява школите в Куфа и Басра. Известен е като изявен противник на „езическия“ или шууби исляма, т.е. отвореността към светската мъдрост и ценности.

## Трудове
Според Енциклопедия Британика той пише в стила „адаб“ – литература, писана с широка светска ерудиция. Доказано негови са 14 труда, сред които:
- Kitāb adab al-kātib („Ръководство за секретари“), сборник за употребата на арабски език с речник;
- Kitāb al-ʿArab („Книга на арабите“), превъзходството на арабската култура над иранската;
- Kitāb al-maʿārif („Книга на знанията“), наръчник по история;
- Kitāb al-shiʿr wa al-shuʿarāʾ („Книга за поезията и поетите“), хронологична антология на ранна арабска поезия с увод, в който Ибн Кутайба излага каноните на литературната критика;
- Kitāb ʿuyūn al-akhbar („Книга с избрани произведения“), сборник с изследвания по различни въпроси в стил „адаб“ : властта на господаря, воденето на война, благородство, красноречие, приятелство, които са много ценени поради множеството примери от историята, поезията и поговорките.

Според друг източник, е написал над 60 книги, вкл:
- Gharīb al-Cur'an, (вар., Mushkil al-Qur'an), лексикални сложности в Корана.
- Ta'wīl Mukhtalif al-Hadīth, (Тълкуването на противоречиви разкази), защита на хадисите срещу мутазилитските критици.[17]
- Kitāb Adab al-Kātib („Адаб ал-Kātib на Ибн Кутайба“, изд. Макс Грюнерт, Лайден, 1900 г.)
- Kitāb al-Anwā'. (Хайдерабад, 1956)[18]
- Kitāb al-Ma'ānī al-Kabīr fī Abyāt al-Ma'ānī. 2 тома (Хайдерабад, 1949 г.)
- Kitāb al-Ma'ārif, кратка обща история, от Сътворението до Джахилия (преди исляма); с индекс на сподвижниците, известни юристи и майстори на хадисите („Ибн Котейба's Handbuch de Geschichte“, изд., Фердинанд Вюстенфелд, Гьотинген, 1850); (ред., Tharwat 'Ukāshah, Кайро, 1960 г.).
- Kitāb al-Shi'r wa-al-Shu'arā' (Liber Poësie et Poëtarum, изд., M. J de Goeje, Leiden, 1904 г.)
- Китаб 'Уюн ал-Ахбар. 4 тома (Кайро, 1925 – 30); биографична история на видни личности.[19][20]
- Китаб ал-Амвал
- Kitāb al-'Arab wa 'Ulūmuhā ; история на арабските учени
- Китаб ал-Ашриба ; Алкохолни напитки.
- Kitāb Dalā'il al-Nubuwwa, или A'lām al-Nubuwwa върху доказателствата на пророците.
- Kitāb Fad.l al-'Arab 'alā al-'Ajam, във възхвала на арабите над персите.
- Kitāb I'rāb al-Cur'ān, филологически коментар на Корана.
- Kitāb al-Ikhtilāf fī al-Lafz wa al-Radd 'alā al-Jahmiyya wal-Mushabbiha, опровержение на алегоризаторите и антропоморфистите. (Египет, няколко издания)
- Kitāb al-Ishtiqāq
- Kitāb Is.lāh. Галат , корекции на Gharīb al-H.adīth от al-Qāsim ibn Salām.
- Kitāb Jāmi' al-Fiqh, юриспруденция, опровергана като ненадеждна от al-T.abarī и Ibn Surayj, както и al-Amwāl на Ibn Qutayba.
- Kitāb Jāmi' al-Nah.w al-Kabīr и Jāmi' al-Nah.w al-S.aghīr
- Kitāb al-Jarāthīm, лингвистика.
- Kitāb al-Jawābāt al-H.ād.ira.
- Китаб ал-Маани ал-Кабир
- Kitāb al-Masā'il wal-Ajwiba.
- Kitāb al-Maysar wal-Qidāh, („Зарове и жребий“).
- Kitāb al-Na'm wal-Bahā'im, говеда и добитък.
- Китаб ал-Набат, ботаника.
- Kitāb al-Qirā'āt, („Каноничните четения“).
- Kitāb al-Radd 'alā al-Qā'il bi Khalq al-Cur'ān, („Срещу креационистките твърдения за Корана“).
- Kitāb al-Radd 'alā al-Shu'aybiyya, ("Опровержение на подсекта на 'Ajārida 'At.awiyya, сама по себе си подсекта на Khawārij).
- Kitāb al-Rah.l wal-Manzil.
- Kitāb Ta'bīr al-Ru'yā, („Тълкуване на сънища“).
- Kitāb Talqīn al-Muta'allim min al-Nah.w относно граматиката.
- Kitāb 'Uyūn al-Shi'r, за поезията.